# Raimond Põder
Raimond Johannes Põder (* 7. Novemberjul. / 20. November 1903greg.; † nach 1921) war ein estnischer Fußballspieler.

## Karriere
Raimond Põder spielte von 1920 bis 1921 für den Tallinna JK. Mit diesem wurde er in der Estnischen Fußballmeisterschaft 1921 Vizemeister. Für die Estnische Nationalmannschaft kam Raimond Põder im Jahr 1920 zu einem Einsatz im Länderspiel gegen Finnland in Helsinki.

## Erfolge
- Estnischer Vizemeister: 1921